# ساقي (ألقورات)
ساقي (بالفارسية: ساقی) هي مستوطنة تقع في إيران في قسم ألقورات الريفي. يقدر عدد سكانها بـ 226 نسمة بحسب إحصاء 2016.